# جزيرة بريكيل كي
بريكيل كي هي جزيرة اصطناعية تقع بالقرب من حي بريكيل في ميامي، فلوريدا. كما تسمى أيضاً «جزيرة كلوغتون»، وهذا الحي يقع إلى الشرق من وسط ميامي ونهر ميامي.

## التاريخ
يعود تاريخ العقارات في بريكيل كي إلى عام 1896، عندما قام هنري فلاغلير بحفر قناة بعمق 9-قدم (2.7 م) أعلى نهر ميامي. أثناء عملية الحفر، أنشأ السيد فلاغلير جزيرتين صغيرتين. عام 1943، طالب مستثمر في قطاع العقارات وهو السيد إدوارد كلوغتون بجزر بريكيل، كما اشترى خليجاً إضافياً لضمها إلى قطعة أرض مثلثة الشكل مساحتها 44-أكر (180,000 م2) مفصولة عن بريكيل وجزيرة بريكيل ببضع مئات من الأقدام من الماء.
في أواخر السبعينيات من القرن العشرين، اشترت شركة «عقارات سواير» معظم أراضي الجزيرة من كلوغتون وبدأت بوضع خطة لتحويلها إلى إحدى أكثر مجتمعات الجزر تميزاً في العالم

## التركيبة السكانية
بحلول عام 2000، كان عدد سكان بريكيل كي 2189 نسمة (باستثناء التركيبة السكانية وسكان بريكيل وجزيرة ماري بريكيل)، منهم 1154 من الذكور و1035 من الإناث. يتضمن الرمز البريدي لبريكيل 33131. أما المساحة فتبلغ 0.162 ميل مربع (0.42 كـم2). متوسط العمر في الجزيرة 33.9 سنة للذكور و 31.9 سنة للإناث. أما متوسط حجم الأسرة فهو 2.5 فرد. متوسط الأسر المكونة من أزواج فهو 30.6%، في حين أن الأسر التي لديها أطفال فنسبتها 8.2%. الأسر المكونة من أمهات عازبات فنسبتها 1.4%. يبلغ متوسط أعمار الذكور الذين لم يسبق لهم الزواج 15 عاماً بنسبة أكثر من 24.4%، في حين أن متوسط أعمار الإناث اللواتي لم يسبق لهن الزواج 15 عاماً بنسبة أكثر من 16.4% 
عام 2000، وصلت نسبة الأشخاص الذين لا يتحدثون اللغة الإنجليزية أو لا يجيدونها في الجزيرة إلى 5.9%. نسبة المقيمين المولودين في فلوريدا 14.9%، نسبة المقيمين المولودين في ولايات أمريكية أخرى 29.1%، ونسبة المقيمين المحليين المولودين خارج الولايات المتحدة 4.7%، في حين أن نسبة المقيمين الأجانب كانت 51.3% 

## الصور

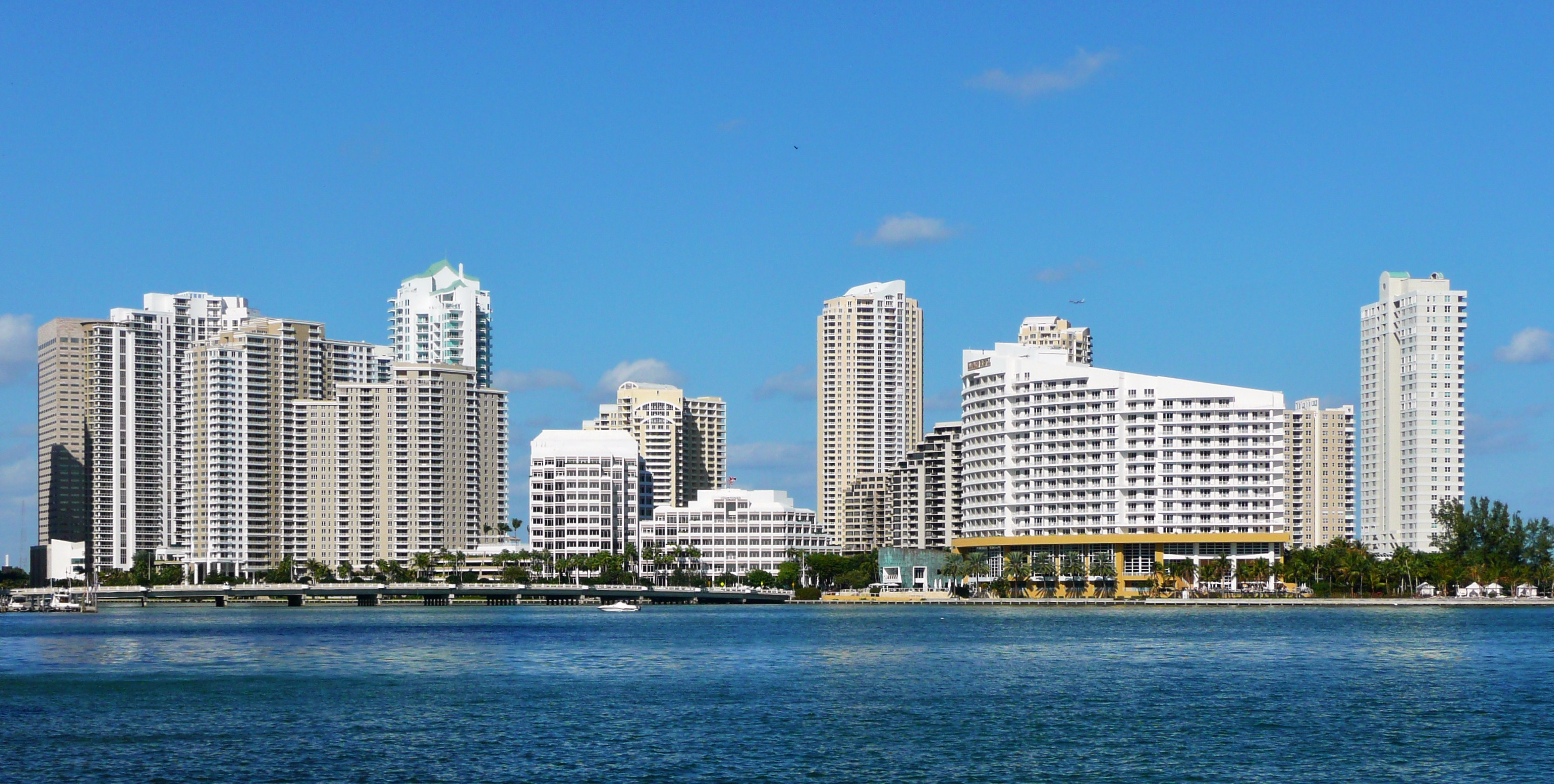
جزيرة بريكيل كي من الجهة الجنوبية، شباط 2010